# Округ Вудбери (Ајова)
Округ Вудбери (енгл. Woodbury County) је округ у америчкој савезној држави Ајова.

## Демографија
По попису из 2010. године број становника је 102.172, што је 1.705 (-1,6%) становника мање 2000. године.
| Група             | 2000.          | 2010.          |
| Белци             | 86.821 (83,6%) | 79.282 (77,6%) |
| Афроамериканци    | 2.097 (2,0%)   | 2.456 (2,4%)   |
| Азијати           | 2.501 (2,4%)   | 2.423 (2,4%)   |
| Хиспаноамериканци | 9.468 (9,1%)   | 13.993 (13,7%) |
| Укупно            | 103.877        | 102.172        |